# Trite herbigrada
Trite herbigrada là một loài nhện trong họ Salticidae.
Loài này thuộc chi Trite. Trite herbigrada được Arthur T. Urquhart. miêu tả năm 1889.